# 슬라이고 로버스 FC
슬라이고 로버스 FC(영어: Sligo Rovers Football Club, 아일랜드어: Cumann Peile Ruagairí Shligigh)는 슬라이고를 연고로 하는 아일랜드의 축구 클럽이다. 현재는 리그 오브 아일랜드 프리미어 디비전에 참가하고 있다. 1928년 9월 27일에 창단되었으며, 1934년 리그 오브 아일랜드에 가입하여 오늘에 이른다.

## 성적
- 리그 오브 아일랜드 프리미어 디비전: 우승 3회 (1936–37, 1976–77, 2012), 준우승 3회 (38–39, 1950–51, 2011)
- FAI 1부 디비전: 우승 2회 (1993–94, 2005), 준우승 2회 (1985–86, 1989–90)
- FAI컵: 우승 4회 (1983, 1994, 2010, 2011), 준우승 6회 (1939, 1940, 1970, 1978, 1981, 2009)
- 리그 오브 아일랜드 컵: 우승 2회 (1998, 2010), 준우승 3회 (1976, 1977, 1996)
- 리그 오브 아일랜드 퍼스트 디비전 실드: 우승 1회 (1993-94)
- 리그 오브 아일랜드 실드: 준우승 1회 (1939-40)

## 선수 명단

### 현역
참고: FIFA 자격 규정에 따라 소속된 국가대표팀 국기를 표시합니다. 선수는 복수의 FIFA 비회원국 국적을 가지고 있을 수 있습니다.
| 번호 | 포지션 | 국적     | 이름        |
| ---- | ------ | -------- | ----------- |
| 2    | DF     | 잉글랜드 | 하비 린토트 |

| 번호 | 포지션 | 국적 | 이름 |
| ---- | ------ | ---- | ---- |

## 역대 감독
| 감독        | 임기        |
| ----------- | ----------- |
| 토미 캐시디 | 1999 ~ 2001 |